# Oxymycterus hiska
Oxymycterus hiska är en däggdjursart som beskrevs av Hinojosa, Anderson och William Hampton Patton 1987. Oxymycterus hiska ingår i släktet grävmöss och familjen hamsterartade gnagare. IUCN kategoriserar arten globalt som livskraftig. Inga underarter finns listade i Catalogue of Life.
Denna gnagare förekommer i Anderna i Bolivia och södra Peru. Arten vistas i regioner som ligger 610 till 3500 meter över havet. Habitatet utgörs av fuktiga bergsskogar och av andra områden med träd. Kanske besöker arten även odlade områden. Individerna är aktiva på dagen och på natten. De äter insekter och andra ryggradslösa djur som de gräver fram från lövskiktet med hjälp av långa klor.